# Lepidothrix serena
El saltarín frentiblanco (Lepidothrix serena), también denominado saltarín de frente blanca, es una especie de ave paseriforme de la familia Pipridae perteneciente al género Lepidothrix. Es nativa del noreste de América del Sur, en el escudo guayanés.

## Distribución y hábitat
Se distribuye en el extremo sureste de Guyana, Surinam, Guayana francesa y norte de Brasil al norte del río Amazonas (bajo río Negro hacia el este hasta Amapá).
Esta especie es considerada bastante común en su hábitat natural: el sotobosque de selvas húmedas de baja altitud, por debajo de los 500 metros.

## Descripción
Mide aproximadamente 8,7 cm de longitud. Presenta dimorfismo sexual. El macho es negro, con la frente blanca y brillante; en el centro del pecho tiene una mancha color anaranjado a amarillo azufrado y el vientre es amarillo; la parte baja de la espalda es azul. La hembra es verde claro brillante en el dorso, con la cabeza azulada, la garganta y el pecho verde oliva y el vientre amarillento.

## Alimentación
Se alimenta de frutos.

## Sistemática

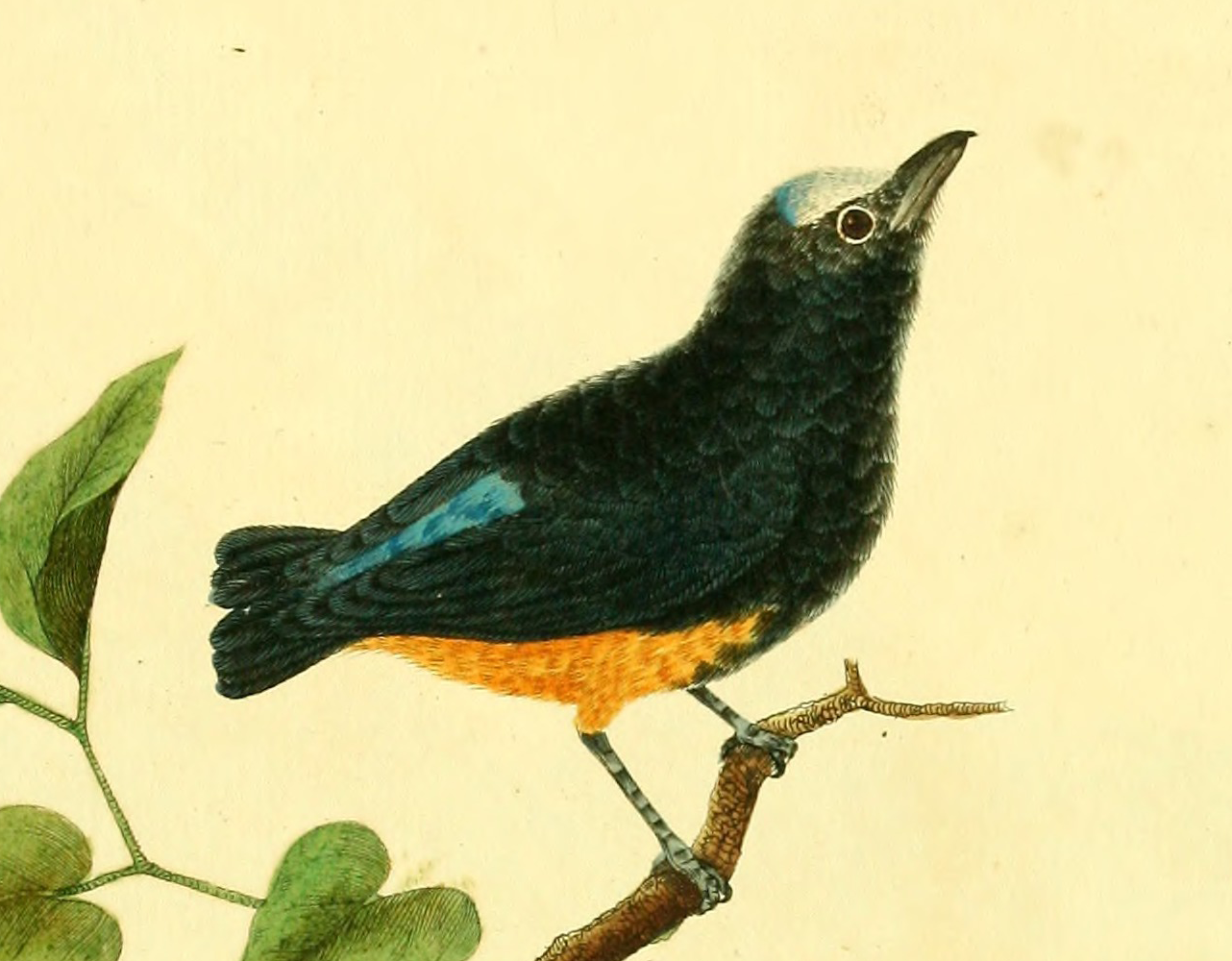
Lepidothrix serena; ilustración de macho para Planches enluminées d'histoire naturelle, 1765.

### Descripción original
La especie L. serena fue descrita por primera vez por el naturalista sueco Carlos Linneo en 1766 bajo el nombre científico Pipra serena; su localidad tipo es «Cayena y Surinam, restringido para Crique Ipoucin, río Approuague, Guayana Francesa».

### Etimología
El nombre genérico femenino «Lepidothrix» se compone de las palabras del griego «λεπις lepis, λεπιδος lepidos» que significa ‘escama’, ‘floco’, y ««θριξ thrix, τριχος trikhos» que significa ‘cabello’; y el nombre de la especie «serena», proviene del latín «serenus» que significa ‘brillante’, ‘justo’, ‘sereno’.

### Taxonomía
Se asemeja y está estrechamente emparentado con el saltarín ventrinaranja Lepidothrix suavissima, por lo que ambos fueron anteriormente considerados conespecíficos, pero difieren marcadamente en la vocalización y en la anatomía de la siringe, y también en las características del plumaje del macho. Es monotípica.